# Filatima abactella
Filatima abactella är en fjärilsart som beskrevs av Clarke 1932. Filatima abactella ingår i släktet Filatima och familjen stävmalar. Inga underarter finns listade i Catalogue of Life.